# Francheville (municipalité régionale de comté)
Pour les articles homonymes, voir Francheville.
Francheville est une municipalité régionale de comté (MRC) du Québec ayant existé entre le 1er janvier 1982 et le 31 décembre 2002. 
La MRC de Francheville comprenait les seize municipalités suivantes :
A) Les rurales
- 37005 Sainte-Anne-de-la-Pérade
- 37010 Saint-Prosper
- 37015 Saint-Stanislas
- 37020 Sainte-Geneviève-de-Batiscan
- 37025 Batiscan
- 37030 Champlain
- 37035 Saint-Luc-de-Vincennes
- 37040 Saint-Narcisse
- 37045 Saint-Maurice

B) Les péri-urbaines
- 37050 Sainte-Marthe-du-Cap
- 37075 Pointe-du-Lac
- 37080 Saint-Étienne-des-Grès
- 37060 Saint-Louis-de-France

C) Les urbaines
- 37065 Trois-Rivières
- 37055 Cap-de-la-Madeleine
- 37070 Trois-Rivières-Ouest

Depuis le 1er janvier 2002, dans la foulée d'une réorganisation des municipalités du Québec, l'ancien territoire de celle-ci est maintenant reparti comme suit:
- Les trois municipalités urbaines et trois des quatre municipalités péri-urbaines ont été fusionnées pour créer la nouvelle ville de Trois-Rivières, qui par ailleurs exerce les mêmes compétences qu'une MRC;

- Les neuf municipalités rurales ont été regroupées avec la municipalité rurale Notre-Dame-du-Mont-Carmel issue de la dissolution de la MRC de Centre-de-la-Mauricie pour former la nouvelle MRC des Chenaux.

- La municipalité péri-urbaine Saint-Étienne-des-Grès a été annexée à la MRC de Maskinongé